# Open Nederlandse kampioenschappen zwemmen december 2011
De Open Nederlandse kampioenschappen zwemmen december 2011 werden gehouden van 2 tot en met 4 december 2011 in zwembad de Tongelreep in Eindhoven. De wedstrijden vonden plaats in een 50 meterbad. Er waren vier wedstrijden voor de Nederlandse zwemmers om zich te kwalificeren voor de Olympische Zomerspelen van 2012 in Londen en de Europese kampioenschappen zwemmen 2012 in Antwerpen. Dat waren deze Open Nederlandse kampioenschappen, de Wereldkampioenschappen van 2011, de Amsterdam Swim Cup 2012 en de Swim Cup Eindhoven 2012.

## Wedstrijdschema
Hieronder het geplande tijdschema van de wedstrijd, alle aangegeven tijdstippen zijn Midden-Europese Tijd.
| Vrijdag 02/12 | Zaterdag 03/12 | Zondag 04/12 |
| --- | --- | --- |
| Series - vanaf 9:00 uur | | |
| 400 m vrij mannen 400 m vrij vrouwen 200 m rug mannen 200 m rug vrouwen 100 m school mannen 100 m school vrouwen 200 m vlinder mannen 200 m vlinder vrouwen 50 m vrij mannen 50 m vrij vrouwen 200 m wissel mannen 200 m wissel vrouwen 4×100 m wissel mannen 4×100 m vrij vrouwen | 100 m vlinder vrouwen 100 m vlinder mannen 200 m school vrouwen 200 m school mannen 50 m rug vrouwen 50 m rug mannen 400 m wissel mannen 200 m vrij vrouwen 200 m vrij mannen 800 m vrij vrouwen 4×100 m wissel vrouwen 4×100 m vrije mannen | 100 m vrij mannen 100 m vrij vrouwen 100 m rug mannen 100 m rug vrouwen 50 m school mannen 50 m school vrouwen 400 m wissel vrouwen 50 m vlinder mannen 50 m vlinder vrouwen 1500 m vrij mannen 4×200 m vrij mannen 4×200 m vrij vrouwen |
| Finales - n.n.b | | |
| 400 m vrij mannen 400 m vrij vrouwen 200 m rug mannen 200 m rug vrouwen 100 m school mannen 100 m school vrouwen 200 m vlinder mannen 200 m vlinder vrouwen 50 m vrij mannen 50 m vrij vrouwen 200 m wissel mannen 200 m wissel vrouwen 4×100 m wissel mannen 4×100 m vrij vrouwen | 100 m vlinder vrouwen 100 m vlinder mannen 200 m school vrouwen 200 m school mannen 50 m rug vrouwen 50 m rug mannen 400 m wissel mannen 200 m vrij vrouwen 200 m vrij mannen 800 m vrij vrouwen 4×100 m wissel vrouwen 4×100 m vrije mannen | 100 m vrij mannen 100 m vrij vrouwen 100 m rug mannen 100 m rug vrouwen 50 m school mannen 50 m school vrouwen 400 m wissel vrouwen 50 m vlinder mannen 50 m vlinder vrouwen 1500 m vrij mannen 4×200 m vrij mannen 4×200 m vrij vrouwen |

## Olympische kwalificatie
De KNZB en NOC*NSF stelden onderstaande limieten vast voor deelname aan de Olympische Zomerspelen van 2012. Tien zwemmers ontvingen op basis van hun prestaties op de wereldkampioenschappen 2011 een nominatie.

### Limieten

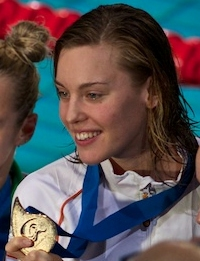
Femke Heemskerk verdiende bij de WK in Shanghai een plaats voor de Olympische Spelen in Londen.

| Discipline        | Mannen         | Mannen         | Vrouwen        | Vrouwen        |
| Discipline        | A-limiet       | B-limiet       | A-limiet       | B-limiet       |
| ----------------- | -------------- | -------------- | -------------- | -------------- |
| 50m vrije slag    | 22,04          | 22,26          | 25,01          | 25,26          |
| 100m vrije slag   | 48,67          | 49,16          | 54,30          | 54,94          |
| 200m vrije slag   | 1.47,42        | 1.48,49        | 1.57,80        | 1.58,98        |
| 400m vrije slag   | 3.47,90        | 3.50,18        | 4.06,92        | 4.09,39        |
| 800m vrije slag   | niet olympisch | niet olympisch | 8.29,41        | 8.34,51        |
| 1500m vrije slag  | 15.06,39       | 15.15,46       | niet olympisch | niet olympisch |
| 100m rugslag      | 54,00          | 54,55          | 1.00,40        | 1.01,01        |
| 200m rugslag      | 1.57,93        | 1.59,11        | 2.09,68        | 2.10,98        |
| 100m schoolslag   | 1.00,53        | 1.01,13        | 1.07,93        | 1.08,60        |
| 200m schoolslag   | 2.11,39        | 2.12,70        | 2.25,63        | 2.27,09        |
| 100m vlinderslag  | 52,20          | 52,72          | 58,32          | 58,90          |
| 200m vlinderslag  | 1.56,29        | 1.57,45        | 2.08,24        | 2.09,53        |
| 200m wisselslag   | 1.59,58        | 2.00,78        | 2.12,10        | 2.13,42        |
| 400m wisselslag   | 4.15,50        | 4.18,06        | 4.39,71        | 4.42,51        |
| 4×100m vrije slag | 3.17,35        | 3.17,35        | 3.43,41        | 3.43,41        |
| 4×200m vrije slag | 7.15,65        | 7.15,65        | 8.02,30        | 8.02,30        |
| 4×100m wisselslag | 3.36,82        | 3.36,82        | 4.03,98        | 4.03,98        |

### Genomineerden
Tijdens de wereldkampioenschappen in Shanghai heeft een aantal zwemmers en zwemsters reeds voldaan aan de kwalificatie-eis (A-limiet), zij moesten echter nog wel vormbehoud tonen (B-limiet) om zich te kwalificeren voor de Olympische Spelen en bij de snelste twee zwemmers van Nederland blijven. Voor de estafetteploegen gold dat zij ofwel tijdens de wereldkampioenschappen bij de beste twaalf moesten eindigen of op een later moment een tijd zwemmen die sneller of gelijk was aan de tijd van de nummer twaalf van de wereldkampioenschappen. De 4×100 meter wisselslagestafette bij de mannen en zowel de 4×100 meter vrije slag estafette als de 4×100 meter wisselslagestafette bij de vrouwen eindigden op de wereldkampioenschappen bij de beste twaalf.
Mannen
| Zwemmer               | Afstand(en)       |
| --------------------- | ----------------- |
| Nick Driebergen       | 100m rug          |
| Job Kienhuis          | 1500m vrij        |
| Lennart Stekelenburg  | 100m school       |
| Joeri Verlinden       | 100m vlinder      |
| Sebastiaan Verschuren | 100m en 200m vrij |

Vrouwen
| Zwemster              | Afstand(en)       |
| --------------------- | ----------------- |
| Ranomi Kromowidjojo   | 50m en 100m vrij  |
| Femke Heemskerk       | 100m en 200m vrij |
| Moniek Nijhuis        | 100m school       |
| Sharon van Rouwendaal | 100m en 200m rug  |
| Marleen Veldhuis      | 50m vrij          |

### Vormbehoud getoond tijdens ONK
| Datum      | Naam                  | Onderdeel            | Tijd     |
| ---------- | --------------------- | -------------------- | -------- |
| 2 december | Ranomi Kromowidjojo   | 50m vrije slag (v)   | 24,30    |
| 2 december | Marleen Veldhuis      | 50m vrije slag (v)   | 24,39    |
| 2 december | Sharon van Rouwendaal | 200m rugslag (v)     | 02.10,52 |
| 2 december | Moniek Nijhuis        | 100m schoolslag (v)  | 01.07,75 |
| 3 december | Sebastiaan Verschuren | 200m vrije slag (m)  | 01.47,69 |
| 3 december | Joeri Verlinden       | 100m vlinderslag (m) | 52,37    |
| 3 december | Femke Heemskerk       | 200m vrije slag (v)  | 01.56,76 |
| 4 december | Sebastiaan Verschuren | 100m vrije slag (m)  | 48,60    |
| 4 december | Job Kienhuis          | 1500m vrije slag (m) | 14.58,34 |
| 4 december | Nick Driebergen       | 100m rugslag (m)     | 54,43    |
| 4 december | Femke Heemskerk       | 100m vrije slag (v)  | 54,13    |
| 4 december | Ranomi Kromowidjojo   | 100m vrije slag (v)  | 53,60    |

## Nederlandse records
| Datum           | Onderdeel            | Nieuwe recordhouder | Tijd     | Oude recordhouder | Tijd     | Datum        |
| --------------- | -------------------- | ------------------- | -------- | ----------------- | -------- | ------------ |
| 4 december 2011 | 1500m vrije slag (m) | Job Kienhuis        | 14.58,34 | Job Kienhuis      | 15.05,27 | 30 juli 2011 |

## Medailles
Legenda
- WR = Wereldrecord
- ER = Europees record
- NR = Nederlands record
- CR = Kampioenschapsrecord
- (Q) = Voldaan aan de OS-richttijd (A-limiet)
- (V) = Vormbehoud getoond (B-limiet)

### Mannen
| Onderdeel            | Goud                                                                                  | Goud                 | Zilver                                                                                  | Zilver    | Brons                                                                                    | Brons           |
| -------------------- | ------------------------------------------------------------------------------------- | -------------------- | --------------------------------------------------------------------------------------- | --------- | ---------------------------------------------------------------------------------------- | --------------- |
| Vrije slag           |                                                                                       |                      |                                                                                         |           |                                                                                          |                 |
| 50 m                 | Sergej Fesikov Rusland                                                                | 21,98 CR             | George Bovell Trinidad en Tobago Stefan Nystrand Zweden                                 | 22,24     | niet uitgereikt                                                                          | niet uitgereikt |
| 100 m                | Sebastiaan Verschuren Nederland                                                       | 48,60 (V)            | Stefan Nystrand Zweden                                                                  | 48,91     | Florent Manaudou Frankrijk                                                               | 49,40           |
| 200 m                | Sebastiaan Verschuren Nederland                                                       | 1.47,69 (V)          | Filippo Magnini Italië                                                                  | 1.48,55   | Grégory Mallet Frankrijk                                                                 | 1.48,89         |
| 400 m                | Devon Myles Brown Zuid-Afrika                                                         | 3.51,28              | Mads Glæsner Denemarken                                                                 | 3.51,66   | Gregorio Paltrinieri Italië                                                              | 3.54,27         |
| 1500 m               | Job Kienhuis Nederland                                                                | 14.58,34 NR, CR, (V) | Gregorio Paltrinieri Italië                                                             | 15.16,22  | David Davies Verenigd Koninkrijk                                                         | 15.24,67        |
| Rugslag              |                                                                                       |                      |                                                                                         |           |                                                                                          |                 |
| 50 m                 | Camille Lacourt Frankrijk                                                             | 24,96 CR             | Bastiaan Lijesen Nederland                                                              | 25,17     | Aschwin Wildeboer Spanje                                                                 | 25,18           |
| 100 m                | Camille Lacourt Frankrijk                                                             | 53,71 CR             | Bastiaan Lijesen Nederland                                                              | 54,15     | Aschwin Wildeboer Spanje                                                                 | 54,34           |
| 200 m                | Nick Driebergen Nederland                                                             | 1.58,70 CR           | Darren Murray Zuid-Afrika                                                               | 2.00,38   | Charl Crous Zuid-Afrika                                                                  | 2.00,43         |
| Schoolslag           |                                                                                       |                      |                                                                                         |           |                                                                                          |                 |
| 50 m                 | Hendrik Feldwehr Duitsland                                                            | 27,82 CR             | Giacomo Perez Dortona Frankrijk                                                         | 28,09     | Lennart Stekelenburg Nederland                                                           | 28,17           |
| 100 m                | Hendrik Feldwehr Duitsland                                                            | 1.01,02 CR           | Akos Molnar Hongarije                                                                   | 1.01,47   | Lennart Stekelenburg Nederland                                                           | 1.01,71         |
| 200 m                | Michael Jamieson Verenigd Koninkrijk                                                  | 2.10,40 CR           | Akos Molnar Hongarije                                                                   | 2.12,89   | Lennart Stekelenburg Nederland                                                           | 2.13,08         |
| Vlinderslag          |                                                                                       |                      |                                                                                         |           |                                                                                          |                 |
| 50 m                 | Sergej Fesikov Rusland                                                                | 23,91                | Milorad Čavić Servië                                                                    | 23,93     | Jevgeni Korotysjkin Rusland                                                              | 23,95           |
| 100 m                | Jevgeni Korotysjkin Rusland                                                           | 52,11 CR             | Joeri Verlinden Nederland                                                               | 52,37 (V) | Milorad Čavić Servië                                                                     | 52,69           |
| 200 m                | Duarte Rafael Mourao Portugal                                                         | 1.59,83              | Joeri Verlinden Nederland                                                               | 2.00,57   | Alon Mandel Israël                                                                       | 2.01,29         |
| Wisselslag           |                                                                                       |                      |                                                                                         |           |                                                                                          |                 |
| 200 m                | Simon Sjödin Zweden                                                                   | 2.00,22 CR           | Xavier Mohammed Verenigd Koninkrijk                                                     | 2.01,66   | Michael Meyer Zuid-Afrika                                                                | 2.03,70         |
| 400 m                | Markus Rogan Oostenrijk                                                               | 4.17,03 CR           | Thomas Haffield Verenigd Koninkrijk                                                     | 4.18,59   | Xavier Mohammed Verenigd Koninkrijk                                                      | 4.19,43         |
| Vrije slag estafette |                                                                                       |                      |                                                                                         |           |                                                                                          |                 |
| 4×100 m              | Team Marseille 2012 Florent Manaudou Fabien Gilot Grégory Mallet William Meynard      | 3.20,06 CR           | Team Marseille 2012 Yoris Grandjean Romain Magula Mathieu Burtez Dorian Gandin          | 3.23,42   | University of Bath Calum Jarvis Christopher Walker-Hebborn Richard Butler Kris Gilchrist | 3.25,72         |
| 4×200 m              | Nederland Dion Dreesens Jurjen Willemsen Joost Reijns Arjen van der Meulen            | 7.21,01              | City of Cardiff Thomas Greenfield David Davies Xavier Mohammed Ieuan Lloyd              | 7.30,07   | University of Bath Calum Jarvis Christopher Walker-Hebborn Richard Butler Edward Castro  | 7.34,38         |
| Wisselslagestafette  |                                                                                       |                      |                                                                                         |           |                                                                                          |                 |
| 4×100 m              | De Dolfijn Nick Driebergen Lennart Stekelenburg Joeri Verlinden Sebastiaan Verschuren | 3.37,78 CR           | Team Marseille 2012 Camille Lacourt Giacomo Perez Dortona Florent Manaudou Nabil Kebbab | 3.38,97   | University of Bath Christopher Walker-Hebborn Michael Jamieson James Faure Calum Jarvis  | 3.43,85         |

### Vrouwen
| Onderdeel            | Goud                                                                                  | Goud            | Zilver                                                                                 | Zilver    | Brons                                                                                    | Brons     |
| -------------------- | ------------------------------------------------------------------------------------- | --------------- | -------------------------------------------------------------------------------------- | --------- | ---------------------------------------------------------------------------------------- | --------- |
| Vrije slag           |                                                                                       |                 |                                                                                        |           |                                                                                          |           |
| 50 m                 | Ranomi Kromowidjojo Nederland                                                         | 24,30 CR, (V)   | Marleen Veldhuis Nederland                                                             | 24,39 (V) | Sarah Sjöström Zweden                                                                    | 24,75     |
| 100 m                | Sarah Sjöström Zweden                                                                 | 53,05 CR        | Ranomi Kromowidjojo Nederland                                                          | 53,60 (V) | Femke Heemskerk Nederland                                                                | 54,13 (V) |
| 200 m                | Femke Heemskerk Nederland                                                             | 1.56,76 CR, (V) | Sarah Sjöström Zweden                                                                  | 1.57,21   | Karin Prinsloo Zuid-Afrika                                                               | 1.58,85   |
| 400 m                | Melanie Costa Spanje                                                                  | 4.08,80 CR      | Lotte Friis Denemarken                                                                 | 4.08,87   | Femke Heemskerk Nederland                                                                | 4.09,13   |
| 800 m                | Mireia Belmonte Spanje                                                                | 8.22,78 CR      | Lotte Friis Denemarken                                                                 | 8.24,31   | Grainne Murphy Ierland                                                                   | 8.31,14   |
| Rugslag              |                                                                                       |                 |                                                                                        |           |                                                                                          |           |
| 50 m                 | Mercedes Peris Spanje                                                                 | 28,61 CR        | Duane da Rocha Spanje                                                                  | 28,90     | Elena Gemo Italië                                                                        | 29,22     |
| 100 m                | Duane da Rocha Spanje                                                                 | 1.00,92 CR      | Sharon van Rouwendaal Nederland                                                        | 1.01,15   | Karin Prinsloo Zuid-Afrika                                                               | 1.01,73   |
| 200 m                | Duane da Rocha Spanje                                                                 | 2.10,47 CR      | Sharon van Rouwendaal Nederland                                                        | 2.10,52   | Melanie Nocher Ierland                                                                   | 2.12,02   |
| Schoolslag           |                                                                                       |                 |                                                                                        |           |                                                                                          |           |
| 50 m                 | Jennie Johansson Zweden                                                               | 31,12 CR        | Moniek Nijhuis Nederland                                                               | 31,17     | Sycerika McMahon Ierland                                                                 | 31,63     |
| 100 m                | Moniek Nijhuis Nederland                                                              | 1.07,75 CR, (V) | Jennie Johansson Zweden                                                                | 1.07,88   | Caroline Ruhnau Duitsland                                                                | 1.08,58   |
| 200 m                | Joline Höstman Zweden                                                                 | 2.26,59 CR      | Sara Nordenstam Noorwegen                                                              | 2.28,20   | Marina Garcia Spanje                                                                     | 2.28,30   |
| Vlinderslag          |                                                                                       |                 |                                                                                        |           |                                                                                          |           |
| 50 m                 | Sarah Sjöström Zweden                                                                 | 25,94           | Kelly de Jong Nederland                                                                | 26,74     | Vanessa Mohr Zuid-Afrika                                                                 | 26,83     |
| 100 m                | Sarah Sjöström Zweden                                                                 | 57,32 CR        | Marleen Veldhuis Nederland                                                             | 59,20     | Vanessa Mohr Zuid-Afrika                                                                 | 59,43     |
| 200 m                | Jessica Dickons Verenigd Koninkrijk                                                   | 2.07,68 CR      | Mireia Belmonte Spanje                                                                 | 2.09,50   | Martina Granström Zweden                                                                 | 2.09,94   |
| Wisselslag           |                                                                                       |                 |                                                                                        |           |                                                                                          |           |
| 200 m                | Hannah Miley Verenigd Koninkrijk                                                      | 2.12,18 CR      | Beatriz Gomes Spanje                                                                   | 2.13,97   | Kathryn Meaklim Zuid-Afrika                                                              | 2.14,88   |
| 400 m                | Hannah Miley Verenigd Koninkrijk                                                      | 4.34,76 CR      | Mireia Belmonte Spanje                                                                 | 4.35,87   | Kathryn Meaklim Zuid-Afrika                                                              | 4.43,74   |
| Vrije slag estafette |                                                                                       |                 |                                                                                        |           |                                                                                          |           |
| 4×100 m              | Eiffel Swimmers PSV Clarissa van Rheenen Andrea Kneppers Manon Minneboo Jovanna Koens | 3.48,64         | University of Bath Amelia Maughan Hayley Towner Rachel Williams Siobhan-Marie O'Connor | 3.48,67   | AZ&PC Ilse van Hoorn Denise van Ark Kelly de Jong Lotte Wilms                            | 3.52,41   |
| 4×200 m              | Spanje Melanie Costa Patricia Castro Erika Villaécija Mireia Belmonte                 | 8.00,69 CR      | Nederland Esmee Vermeulen Rieneke Terink Andrea Kneppers Elise Bouwens                 | 8.03,89   | Ierland Sycerika McMahon Bethany Carson Melanie Nocher Clare Dawson                      | 8.10,97   |
| Wisselslagestafette  |                                                                                       |                 |                                                                                        |           |                                                                                          |           |
| 4×100 m              | Duitsland Jenny Mensing Caroline Ruhnau Sina Sutter Lisa Vitting                      | 4.07,52 CR      | Spanje Duane da Rocha Marina Garcia Mireia Belmonte Maria Fuster                       | 4.07,66   | University of Bath Rachel Williams Siobhan-Marie O'Connor Jessica Dickons Amelia Maughan | 4.12,86   |